# 習慣逆転法
習慣逆転法（しゅうかんぎゃくてんほう、Habit reversal training, HRT ）は「さまざまな行動の反復の問題に対処するために開発された多元的な行動療法のパッケージ」である。

## 解説
HRTによって治療できる行動障害には、チックや抜毛症、爪の噛みつき、指しゃぶり、皮膚むしり、顎関節症（TMJ）、口唇や頬の噛傷、吃音などがある。HRTは自覚訓練と競合反応訓練、随伴性制御、リラクゼーション・トレーニング、般化の5つから構成されている。
行動障害に対するHRTの有効性に関する研究は、一貫して大きな効果量（障害全体で約0.80）を証明している。吃音や指しゃぶり、爪噛み、顎関節症の治療法として定評がある。2012年のメタアナリシスによればHRTの自助型であるデカップリングも有効性を示している。

## チック症の場合
チックの場合、この方法によってチックの自覚が高まり、チックに対する競合反応が発達し、治療動機づけとアドヒアランスが高まる。HRTは衝動の前兆またはチックの直前に生じる感覚を自覚することに基づいている。HRTは、患者が衝動の高まりを感じたときに、チックと競合する反応（あるいはチックではあるが、許容できる運動行動や発声）に置き換えることを含む。
対照試験によって、HRTがチックに対する忍容性があり、効果的かつ持続性のある治療法であることを示してい る。 HRTは音声チックの重症度を軽減し、支持的療法と比較した場合、より永続的な改善をもたらす。HRTは、支持的療法や一部の研究では薬物療法よりも効果的であることが示されている。トゥレット症候群の治療におけるHRTの有効性についてはまだ証明されておらず、広く受け入れられていないが、大規模試験が進行中であり、それによってより良い情報を得られるはずである。2006年までの研究によれば「サンプルサイズが比較的小さく、研究参加者の特徴が限られており、子供と青年に関するデータは限定的である。治療の完全性と遵守の評価に注意が払われていない。潜在的な臨床的および神経認知的メカニズムと治療反応の予測因子を見出すための研究デザインが欠けているなどの限界がある」。HRTと薬物療法、またはその両方の組み合わせが最も効果的かどうかを検討するには、さらなる統制研究が必要であるが、暫定的にはチック症の「HRT単独または薬物療法との併用が推奨されるべき治療法と見なされるべきである」。

## チックに対する包括的な行動介入
HRTに基づく包括的なチック症行動介入（CBIT）は、トゥレット症候群とチック症の第一選択治療である。CBITは他の支持的療法や心理教育よりもチックの減少につながる可能性が高いことが高レベルの証拠から示されている。いくつかの限界がある。10歳未満の子供は治療を理解できない可能性がある。重度のチックまたはADHDの人は、チックを抑制したり、行動療法の利益を受けるために必要な集中力を維持できない可能性がある。行動療法の訓練を受けた治療者が不足している。専門クリニックの外で臨床家を見つけるのは難しい場合があり、費用がアクセスを制限する可能性がある。HRT / CBITによるチックに対する認知度の増加（注意をそれらから遠ざけるのではなく）が後年のチックのさらなる増加につながるかどうかが、TS専門家の間で議論されている。